# Donough MacCarthy (4e comte de Clancarty)
Donough [Donagh] MacCarthy, 4e comte de Clancarty (1668 - 1er octobre 1734) est un partisan irlandais de Jacques II, banni après la victoire de Guillaume d'Orange. Sa pairie est confisquée en 1691 en raison de son service dans l'armée irlandaise jacobite. MacCarthy vit sa vie en exil à Blankenese en Allemagne et sur l'île de Rottumeroog aux Pays-Bas. Il fait partie de la dynastie MacCarthy of Muskerry. 

## Biographie
Né à Blarney, il est le fils de Callaghan MacCarthy, 3e comte de Clancarty et d'Elizabeth FitzGerald, fille de George FitzGerald et de Lady Joan Boyle. Elle se remarie ensuite avec William Davys, le Lord Chief Justice d'Irlande. 
Héritier des immenses domaines irlandais de son père à Cork et à Kerry (hérité en 1676, à l'âge de huit ans), l'éducation de MacCarthy est une question très politique. Sa mère, décrite comme "une farouche protestante isolée dans une famille catholique" l'emmène en Angleterre pour suivre une éducation protestante et est placé sous la tutelle de John Fell, évêque d'Oxford, mais ni sa mère ni l'évêque ne peuvent rivaliser avec l'influence de son oncle Justin MacCarthy, qui est l'un des plus proches conseillers du duc d'York, qui devient plus tard Jacques II. Avec la connivence de Justin, Donough épouse Elizabeth Spencer (1671–1704), fille de Robert Spencer, alors secrétaire d'État en Angleterre, en 1684: le couple a respectivement seize et treize ans. Le mariage est une construction légale et n'est pas consommé pendant de nombreuses années. Kenyon fait remarquer que Sunderland a complètement ruiné la vie de sa fille et de son gendre, sans obtenir aucun des avantages espérés. 
Incarcéré à la tour de Londres pour sa participation à la résistance jacobite en Irlande, MacCarthy s’échappe en 1694 et rejoint la cour de Jacques II sur le continent. Il revient en Angleterre au début de l'année 1698 pour enfin commencer sa vie conjugale. Son beau-frère, Charles Spencer, le livre aux autorités. L'affaire soulève un tollé et Guillaume III, qui n'a pas pris l'affaire au sérieux, déclare qu'il n'a jamais été autant dérangé par quelque chose d'aussi trivial que l'affaire de « cette petite étincelle Clancarty. » Des mois plus tard, MacCarthy est autorisé à s’exiler sur le continent avec son épouse. Le conseiller principal du roi, le Hollandais Hans Willem Bentinck s’approprie la plupart de ses propriétés. 
Le couple s'installe à Hambourg-Altona et à Lübeck. En 1702, ils vivent dans la «maison irlandaise» située à proximité de la scierie Altona. L'année suivante, MacCarthy achète une petite taverne près du village de pêcheurs de Blankenese sur les rives de l'Elbe, puis en 1706 l'île et la seigneurie de Rottumeroog, où il vit avec sa maison jusqu'à ce qu'elle soit emportée par les inondations de Noël 1717. À partir de ce moment-là, il passe les hivers ailleurs, mais revient chaque été dans l'île jusqu'à ce qu'il la vende en 1731. En 1723, il acquiert une petite maison de campagne à Oudwoude en Frise. En 1729, l’homme d’État anti-orangiste Evert Joost Lewe lui permet de vivre à Elmersma, un manoir du village de Hoogkerk près de Groningue, sans payer de loyer. 
MacCarthy est un aventurier typique. Il traverse la mer des Wadden sur son yacht et gagne sa vie en collectant des épaves et des marchandises abandonnées. Les autorités désapprouvent ses méthodes et le soupçonnent de soutenir la cause jacobite. Il est communément appelé "le comte fou". En 1721, il se rend à Londres et retrouve ses anciens titres sans récupérer ses biens. 
Une histoire soigneusement orchestrée de ses entreprises prospères est publiée en 1732. Il est décédé en 1734 à Prahlenhof, près de Hambourg-St. Pauli, laissant de lourdes dettes conduisant à une vente de faillite. 
MacCarthy et son épouse, décédée en 1704, ont deux fils, Robert MacCarty, vicomte Muskerry et Justin MacCarty, officier de l'armée napolitaine, ainsi qu'une fille, Charlotte, qui épouse John West, 1er comte Warr.   